# No Woman, No Cry
No Woman, No Cry – utwór Boba Marleya & The Wailers z 1974 roku, pochodzący z albumu Natty Dread, będący jednym z najbardziej znanych utworów reggae i Marleya. 18 lipca 1975 roku w ramach Natty Dread Tour utwór wykonany i zarejestrowany został w londyńskim Lyceum Theatre, a następnie zamieszczony na albumie koncertowym Live! Nagranie koncertowe, stanowiące obecnie najbardziej znaną wersję utworu i wydane jako singel, pojawiło się również na kompilacji Legend z 1984.
W 2004 roku utwór został sklasyfikowany na 37. miejscu listy 500 utworów wszech czasów magazynu „Rolling Stone”. W 1995 roku cover utworu pojawił się na albumie The Score amerykańskiego hiphopowego zespołu Fugees.

## Powstanie utworu

### Tekst
Tytuł i refren utworu w angielszczyźnie amerykańskiej i brytyjskiej oznacza „woman, don’t cry” (pol. nie płacz, kobieto). Poza Jamajką często błędnie interpretowany jest w znaczeniu „jeżeli nie ma kobiet, nie ma powodu do płaczu”. Utwór wykonywany jest w języku jamajskim, w którym „nuh” wymawia się z krótką szwą i jest klityczną formą angielskiego „no”.

### Kwestia autorstwa
Chociaż Boba Marleya uważa się za autora słów do piosenki (tekst w wielu miejscach odnosi się do niego, wspominany jest np. Georgie przygotowujący owsiankę z mąki kukurydzianej – ulubione danie Marleya) albo przynajmniej melodii, jako autora utworu podano Vincenta Forda. Był on przyjacielem Marleya z dzieciństwa, które spędzili w getcie Trenchtown w Kingston. Ford prowadził uliczną kuchnię polową; tantiemy z „No Woman, No Cry” umożliwiły mu przetrwanie.